# Список командующих Североамериканской и Вест-Индской станцией
Командующие Североамериканской и Вест-Индской станцией и Североамериканской эскадрой:

## Североамериканская станция
- Коммодор Август Кеппель (1751−1755)
- Коммодор лорд Александр Колвилл (ноябрь 1759 — октябрь 1762)
- Коммодор Ричард Спрай (октябрь 1762 — октябрь 1763)
- Контр-адмирал лорд Александр Колвилл (октябрь 1763 — сентябрь 1766)
- Капитан Джозеф Дин (сентябрь 1766 — ноябрь 1766; старший капитан)
- Капитан Арчибальд Кеннеди (ноябрь 1766 − июль 1767; старший капитан)
- Коммодор Самуэль Худ (июль 1767 — октябрь 1770)
- Коммодор Джеймс Гамбье (октябрь 1770 — август 1771)
- Контр-адмирал Джон Монтегю (август 1771 — июнь 1774)
- Вице-адмирал Самуэль Грейвз (июнь 1774 — январь 1776)
- Вице-адмирал Ричард Хау (февраль 1776 — сентябрь 1778)
- Вице-адмирал Джеймс Гамбье (сентябрь 1778)
- Вице-адмирал Джон Байрон (октябрь 1778 — 1779) (Подветренные острова) / коммодор Джордж Кольер (Галифакс)
- Вице-адмирал Мариот Арбютнот (1779—1781)
- Вице-адмирал сэр Томас Грейвз (1781)
- Контр-адмирал Роберт Дигби (1781—1783)
- Контр-адмирал сэр Чарльз Дуглас (1783—1785)
- Вице-адмирал сэр Герберт Сойер (1785—1789)
- Вице-адмирал сэр Ричард Хьюз (1789—1792)
- Вице-адмирал Джордж Мюррей (1793—1796)
- Капитан Генри Моуэт (1796, старший капитан, Галифакс)
- Вице-адмирал Джордж Вандепут (1797—1800)
- Вице-адмирал сэр Уильям Паркер (1800—1802)
- Вице-адмирал сэр Эндрю Митчелл (1802—1806)
- Вице-адмирал сэр Джордж Кренфилд Беркли (1806—1807)
- Вице-адмирал сэр Джон Уоррен (1807—1810)
- Вице-адмирал сэр Герберт Сойер (1810—1813)
- Вице-адмирал сэр Джон Уоррен (1813—1814)
- Вице-адмирал сэр Александр Кокрейн (1814—1815)
- Вице-адмирал сэр Дэвид Милн (1816)
- Вице-адмирал сэр Эдвард Колпойс (1816—1821)

## Североамериканская и Вест-Индская станция
- Вице-адмирал сэр Уильям Файи (1821—1824)
- Вице-адмирал сэр Томас Лейк (1824—1827)
- Вице-адмирал сэр Чарльз Огл (1827—1830)
- Вице-адмирал сэр Эдвард Колпойс (1830—1832)
- Вице-адмирал сэр Джордж Коберн (1832—1836)
- Вице-адмирал сэр Питер Халкетт (1836—1837)
- Вице-адмирал сэр Чарльз Паже (1837—1839)
- Вице-адмирал сэр Томас Харви (1839—1841)
- Вице-адмирал сэр Чарльз Адам (1841—1844)
- Вице-адмирал сэр Фрэнсис Остин (1844—1848)
- Вице-адмирал сэр Томас Кокрейн (1848—1851)
- Вице-адмирал сэр Джордж Сеймур (1851—1853)
- Вице-адмирал сэр Артур Фэншоу (1853—1856)
- Вице-адмирал сэр Хьюстон Стюарт (1856—1860)
- Вице-адмирал сэр Александр Милн (1860—1864)
- Вице-адмирал сэр Джеймс Хоуп (1864—1867)
- Вице-адмирал сэр Родни Манди (1867—1869)
- Вице-адмирал сэр Джордж Уэлсли (1869—1870)
- Вице-адмирал сэр Эдвард Фэншоу (1870—1873)
- Вице-адмирал сэр Джордж Уэлсли (1873—1875)
- Вице-адмирал сэр Эстли Ки (1875—1878)
- Вице-адмирал сэр Эдвард Инглефилд (1878—1879)
- Вице-адмирал сэр Фрэнсис МакКлинток (1879—1882)
- Вице-адмирал сэр Джон Коммерелл (1882—1885)
- Вице-адмирал эрл Кланвильям (1885—1886)
- Вице-адмирал сэр Алджернон Лайонс (1886—1888)
- Вице-адмирал сэр Джордж Уотсон (1888—1891)
- Вице-адмирал сэр Джон Хопкинс[англ.] (1891—1895)
- Вице-адмирал сэр Джеймс Эрскин (1895—1897)
- Вице-адмирал сэр Джон «Джеки» Фишер (1897—1899)
- Вице-адмирал сэр Фредерик Бедфорд (1899—1903)
- Вице-адмирал сэр Арчибальд Дуглас (1903—1904)
- Вице-адмирал сэр Дэй Бозанкет (1904—1907)
- Контр-адмирал сэр Фредерик Инглефилд (1907—1909)
- Контр-адмирал сэр Артур Фергю (1909—1911)
- Контр-адмирал сэр Эдвард Брэдфорд (1911—1913)
- Контр-адмирал сэр Кристофер Крэдок (1913—1914)
- Контр-адмирал сэр Роберт Хорнби (1915)
- Вице-адмирал сэр Джордж Пэти (1915—1916)
- Вице-адмирал сэр Монтегю Браунинг (1916—1918)
- Вице-адмирал сэр Уильям Грант (1918—1919)
- Вице-адмирал сэр Морган Сингер (1919)
- Вице-адмирал сэр Тревильян Напир (1919—1920)
- Вице-адмирал сэр Уильям Пэкенхэм (1920—1923)
- Вице-адмирал сэр Майкл Калм-Сеймур (1923—1924)
- Вице-адмирал сэр Джеймс Фергюссон (1924—1926)

## Американская и Вест-Индская станция
- Вице-адмирал сэр Уолтер Кован (1926—1928)
- Вице-адмирал сэр Сирилл Фуллер (1928—1930)
- Вице-адмирал сэр Вернон Хаггард (1930—1932)
- Вице-адмирал сэр Реджинальд Планкетт (1932—1934)
- Вице-адмирал сэр Мэтью Бест (1934—1937)
- Вице-адмирал сэр Сидней Мейрик (1937—1940)
- Вице-адмирал сэр Чарльз Кеннеди-Первис (1940—1942)
- Вице-адмирал сэр Албан Кертейс (1942—1944)
- Вице-адмирал сэр Ирвин Гленни (1944—1945)
- Вице-адмирал сэр Уильям Теннант (1946—1949)
- Вице-адмирал сэр Ричард Саймондс-Тайлер (1949—1951)
- Вице-адмирал сэр Уильям Эндрюс (1951—1953)
- Вице-адмирал сэр Джон Стивенс (1953—1955)
- Вице-адмирал сэр Джон Итон (1955—1956)